# Le Havre AC

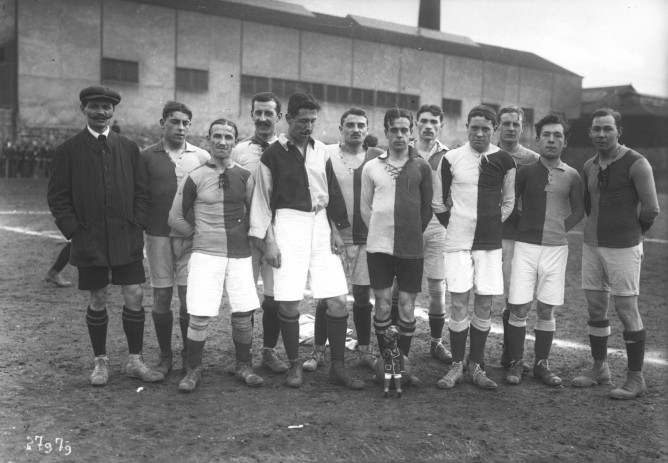
HAC in Tournoi de paques 1913

Le Havre Athletic Club sau simplu Le Havre (pronunție în franceză [lə avʁ]) este un club de fotbal din Le Havre, Franța, care evoluează în Ligue 1. Echipa a fost fondată inițial ca un club atletic și de rugby, în 1872, acesta fiind cel mai vechi club de fotbal și rugby din Franța. Între 1971 și 2012 echipa a jucat meciurile de acasă pe stadionul ”Stade Jules-Deschaseaux”. Începând cu anul 2012 ea își joacă meciurile pe stadionul Stade Océane.

## Jucători

### Lotul actual
La 7 august 2024. 
| Nr. |                            | Poziție | Jucător               |
| --- | -------------------------- | ------- | --------------------- |
| 1   | Franța                     | P       | Mathieu Gorgelin      |
| 3   | Maroc                      | M       | Nassim Chadli         |
| 4   | Franța                     | F       | Gautier Lloris        |
| 5   | Maroc                      | M       | Oussama Targhalline   |
| 6   | Franța                     | F       | Étienne Youte Kinkoue |
| 7   | Ungaria                    | F       | Loïc Négo             |
| 8   | Maroc                      | M       | Yassine Kechta        |
| 9   | Republica Democrată Congo  | A       | Yann Kitala           |
| 11  | Statele Unite ale Americii | A       | Emmanuel Sabbi        |
| 13  | Franța                     | A       | Steve Ngoura          |
| 14  | Rusia                      | M       | Daler Kuzyayev        |
| 15  | Guineea                    | F       | Kandet Diawara        |
| 17  | Maroc                      | F       | Oualid El Hajjam      |
| 18  | Franța                     | F       | Yanis Zouaoui         |
| 19  | Senegal                    | M       | Rassoul Ndiaye        |

| Nr. |                  | Poziție | Jucător                            |
| --- | ---------------- | ------- | ---------------------------------- |
| 20  | Franța           | A       | Élysée Logbo                       |
| 21  | Franța           | A       | Antoine Joujou                     |
| 22  | Guyana Franceză  | F       | Yoann Salmier                      |
| 23  | Guadelupa        | A       | Josué Casimir                      |
| 24  | Franța           | F       | Cheick Doumbia                     |
| 25  | Franța           | M       | Alois Confais                      |
| 27  | Coasta de Fildeș | F       | Christopher Opéri (vice-căpitan)   |
| 29  | Franța           | A       | Samuel Grandsir                    |
| 30  | Franța           | P       | Arthur Desmas                      |
| 44  | Franța           | M       | Ismail Bouneb                      |
| 45  | Senegal          | F       | Issa Soumaré                       |
| 70  | Elveția          | M       | Ruben Londja                       |
| 93  | Senegal          | F       | Arouna Sangante (căpitan)          |
| 94  | Guineea          | M       | Abdoulaye Touré (al 3-lea căpitan) |

## Palmares
- Ligue 2
  - Campioană (5) : 1938, 1959, 1985, 1991, 2008
  - Vice-campioană (1) : 1950
- Coupe de France
  - Câștigătoare (1) : 1959
  - Finalistă (1) : 1920
- Challenge des Champions
  - Câștigătoare (1) : 1959
- USFSA Championnat
  - Câștigătoare (3) : 1899, 1900, 1919
- Challenge international du Nord
  - Câștigătoare (1) : 1900
- Coupe Nationale
  - Câștigătoare (2) : 1918, 1919
- Normandy Division d'Honneur
  - Câștigătoare (13) : 1900, 1901, 1902, 1903, 1905, 1906, 1907, 1909, 1919, 1920, 1921, 1923, 1926
- Coupe du Football Amateur:
  - Câștigătoare: 1872-1873; 1873-1874.

## Istoricul antrenorilor
| - George Kimpton (1921–26) - Mac Burgess (1934–35) - George McLachlan (1935–36) - Josef "Pépi" Schneider (1936–39) - George Kimpton (1945–46) - Jean Cornelli (1946–47) - Roger Magnin (1948–49) - Jules Bigot (1950–52) - Elek Schwartz (1952–53) - René Bihel (1953–54) - Edmond Delfour (1954–55) - Roger Magnin (1955–56) - Théo Bisson (1956–57) - Lucien Jasseron (1957–62) - Eduardo Di Loreto (1962–63) - Arie Devroedt (1963–64) - Christian Villenave (1964–66) - Max Schirschin (1970–71) - Corlani (1971–72) - Fredo Garel (1972–73) - Léonce Lavagne (1973–74) | - Edmond Baraffe (1974–76) - Léonce Lavagne (1976–82) - Yves Herbet (1982–83) - Didier Notheaux (1983–88) - Pierre Mankowski (1988–93) - Guy David (1993–96) - René Exbrayat (1996–97) - Denis Troch (1997 – October 98) - Joël Beaujouan (October 1998–99) - Francis Smerecki (1999–00) - Joël Beaujouan (2000) - Thierry Uvenard, Philippe Sence and Bruno Baronchelli (December 2000) - Jean-François Domergue (December 2000–04) - Philippe Hinschberger (2004 – April 2005) - Thierry Uvenard (April 2005–07) - Jean-Marc Nobilo (2007–08) - Frédéric Hantz (2008–09) - Cédric Daury (2009–Nov 2012) - Christophe Revault (Nov 2012–Dec 2012) - Erick Mombaerts (Dec 2012–) |